# Carmati
I Carmati (in arabo قرامطة‎?, Qarāmiṭa, ossia "Quelli che scrivono in lettere minuscole", ma più probabilmente "i seguaci di [Hamdan] Qarmat") sono stati un gruppo ismailita millenarista stanziato nell'Arabia orientale (al-Bahrein) in cui nell'899 costituirono una repubblica utopica.
Divennero particolarmente famosi nel mondo islamico per aver tuttavia trucidato pellegrini musulmani alla Mecca, insozzato la fonte di Zemzem e depredato la Pietra Nera della Kaʿba meccana (allora sotto sovranità abbaside), tenendola in custodia per quasi un quarantennio, prima di restituirla alla devozione dei musulmani sunniti e sciiti in cambio di un congruo riscatto.
I Carmati furono anche chiamati "i Fruttivendoli" (al-Baqliyya) per le loro abitudini alimentari strettamente vegetariane.

## Storia
Sotto gli Abbasidi, vari gruppi sciiti si organizzarono in opposizione clandestina al loro governo. Tra essi figuravano anche i sostenitori della comunità proto-ismailita, il raggruppamento più importante dei quali era chiamato Mubārakiyya (lett. "Benedetti", ma in realtà "coloro che erano fedeli a Ismāʿīl b. Jaʿfar, detto al-Mubārak" (il Benedetto)".
L'Imām Jaʿfar al-Ṣādiq designò il suo secondogenito, Ismāʿīl ibn Jaʿfar, come suo erede all'Imamato. Tuttavia, Ismāʿīl premorì a suo padre. Alcuni affermarono che egli si fosse invece nascosto agli occhi del mondo, mentre il gruppo proto-ismailita accettò la sua morte e di conseguenza che il suo fratello maggiore, Muḥammad ibn Ismāʿīl, diventasse il nuovo Imām, che rimase comunque in contatto col gruppo dei Mubārakiyya, molti dei quali risiedevano a Kūfa.
La spaccatura nella Mubārakiyya si verificò con la morte di Muḥammad. La maggioranza del gruppo negò la sua morte, riconoscendolo come Mahdi. La minoranza credette alla sua morte e infine sarebbe emersa negli ultimi tempi come Ismailiti Fatimidi, antenati di tutti i raggruppamenti più recenti.
La maggioranza del movimento missionario ismailita s'insediò a Salamiyya (Siria), fra Hama e Homs, ed ebbe grande seguito in Khūzestān, dove il leader ismailita al-Husayn al-Ahwāzī convertì il kufano Ḥamdān nell'874, che assunse quindi il nome di Qarmaṭ a causa della sua nuova fede. Qarmaṭ e il suo cognato teologo Abū Muḥammad ʿAbdān prepararono il meridione iracheno alla imminente venuta del Mahdi, creandovi una forte organizzazione militare e religiosa. Altro luoghi in cui tale fede si impiantò furono lo Yemen, l'area orientale della penisola arabica (al-Bahrain) e il Nordafrica. Gli attivisti attirarono nei loro ranghi molti sciiti, a causa dell'efficacia dell'insegnamento messianico da essi praticato. Questo movimento proto-carmata continuò a espandersi in Persia e poi in Transoxiana.

### La rivoluzione carmata
Un cambio di leadership a Salamiyya nell'899 provocò una scissione nel movimento. La minoranza ismailita, il cui leader aveva assunto il controllo del centro di Salamiyya, cominciò ad affermare nel suo insegnamento che l'Imām Muḥammad era morto, e che la nuova guida del movimento a Salamiyya era di fatto il suo discendente, uscito alla luce dopo un periodo di occultamento (ghayba). Qarmaṭ e suo cognato si opposero a tutto ciò e apertamente ruppero i legami con gli ismailiti di Salamiyya. Quando ʿAbdān venne assassinato, egli si nascose e in seguito si affermò che si fosse pentito della sua ostilità al nuovo corso degli ismailiti di Salamiyya. Qarmaṭ divenne un missionario (dāʿī) del nuovo Imām, ʿUbayd Allāh al-Mahdi bi-llāh, fondatore dell'Imamato/Califfato fatimide.
Nondimeno, il gruppo dissidente mantenne il nome Qarmaṭī. Il loro principale caposaldo rimase in al-Bahrain, comprendente buona parte dell'Arabia orientale e le isole che oggi compongono lo Stato del Bahrein. Sebbene l'area fosse ancora nominalmente sotto il governo abbaside alla fine del IX secolo, la rivolta degli Zanj aveva di fatto frantumato il controllo centrale esercitato dal califfo di Baghdad. I Carmati colsero immediatamente l'opportunità che si presentava loro e, sotto la guida del loro leader, Abū Saʿīd al-Hasan al-Jannabi, che conquistò al movimento nell'899 la capitale del Bahrein, Hajr, e al-Hasa, che egli trasformò nella capitale della sua particolare repubblica, che sembrò dare forma al sogno utopistico ismailita.
I Carmati avviarono quello che uno studioso orientalista definì il "secolo del terrore" a Kufa. Essi pensavano (non senza qualche ragione teologica) che il pellegrinaggio alla Mecca fosse una superstizione costruita in età preislamica e fatta propria senza cambiamenti di rilievo dalla fede islamica e decisero pertanto di scatenare una serie di incursioni armate dal loro Stato in al-Bahrain contro le rotte terrestri battute dai pellegrini che percorrevano l'Arabia. Nel 906 essi tesero un'imboscata a una carovana di pellegrini che tornavano dalla Mecca e ne massacrarono l'improbabile cifra di 20.000. Sotto Abu Tahir al-Jannabi i Carmati si avvicinarono a colpire la stessa Baghdad nel 927 e riuscirono a saccheggiare la Città Santa della Mecca nel 930. L'assalto alle Città Sante islamiche della Mecca e Medina comportò la scandalosa e blasfema dissacrazione della fonte sacra di Zemzem, entro la quale furono gettati i cadaveri di un gran numero di pellegrini assassinati, e l'asportazione della Pietra Nera che dalla Mecca fu portata ad al-Hasa. Per ottenerne la restituzione, gli Abbasidi - allora sotto "tutela" buwayhide - furono costretti (ma solo 22 anni più tardi) a pagare nel 952 un corposo riscatto.
L'azione bellica e la sconsacrazione dei Luoghi Santi sconvolse grandemente il mondo islamico e umiliò gli Abbasidi dal momento che, obbligo del Califfo e motivo non ultimo della sua legitimitas, era la difesa dei Luoghi Santi. Ma c'era poco che si sarebbe potuto fare per impedire tutto ciò. Per moltissimi musulmani del X secolo, i Carmati erano la forza militare più poderosa nel Golfo Persico e nel Vicino Oriente, in grado di controllare senza alcun ostacolo la costa dell'Oman e raccogliere tributi dal califfo di Baghdad come pure dal suo rivale, l'Imam ismailita-fatimide al Cairo, che essi peraltro non riconoscevano, ma che essi erano costretti a versare pur di evitare di subire le loro feroci ritorsioni.
Solo nel 985 i Carmati saranno espulsi dalla regione irachena, per merito dei Buwayhidi. Dopo quella data un gruppo di Carmati riuscì però a insediarsi nella città indiana di Multan.

### La società carmata
Il fine dei Carmati era quello di edificare una società basata sulla fede e l'uguaglianza sociale. Lo Stato era governato da un consiglio di sei persone, con un capo che era un "primo fra pari". Tutte le proprietà all'interno della comunità erano distribuite fra tutti gli iniziati. I Carmati erano organizzati come una società esoterica, anche se non come una società segreta: le loro attività erano pubbliche e ampiamente pubblicizzate, ma i nuovi aderenti dovevano sottostare a una cerimonia d'iniziazione che prevedeva sette diversi stadi. In una sorta di eco del pensiero ciclico mazdeo, la visione del mondo dei Carmati faceva riferimento sulla ripetitività ciclica di ogni fenomeno, in cui ogni evento si reiterava più e più volte.
La terra che essi governavano era estremamente ricca e l'economia era pesantemente e abbastanza incoerentemente governata da un sistema schiavistico.
Si è detto che la sconsacrazione della Mecca e l'asportazione della Pietra Nera, anziché essere il segno d'una vibrata protesta per i residui di paganesimo e di culto litolatrico conservati dall'Islam, volesse dare il segnale della ‘fine dell'Islam'.
Il saccheggio della Mecca fu determinato dal fervore millenaristico tra i Carmati (anche in Persia si ebbe un tale fenomeno) a causa della congiunzione di Saturno e di Giove nel 928 – un evento che si produce ogni 960 anni. La data della congiunzione astrale, il 27 ottobre 928, fu interpretata alla luce della Rivelazione islamica, che essi consideravano come annunciatrice di un nuovo periodo di ritorno al predominio politico dei Persiani.

### Il Califfo-Mahdi
Nel 931 Abu Tahrir pensò di aver scoperto il nuovo Mahdi nella persona di un giovane persiano di Isfahan, e gli trasferì tutto il potere dello Stato carmata. Il nuovo Califfo-Mahdi immediatamente dispose l'abolizione della Sharīʿa e cambiò la qibla della ṣalāt da quella di Mecca a quella del fuoco: una evidente pratica tipica dello Zoroastrismo. Secondo lo storico Farhad Daftary, specializzato nell'Ismailismo:
Dopo questo episodio i Carmati tornarono alle loro antiche credenze e Abu Tahrir riprese subito a compiere incursioni armate nella Persia meridionale e nell'Iraq.

### Collasso
Dopo essere stati sconfitti dagli Abbasidi nel 976, i Carmati cominciarono lentamente a scomparire dal panorama politico e religioso del mondo islamico.
In Bahrein e nell'Arabia orientale lo Stato carmata fu sostituito dalla dinastia uyunide, mentre si pensa che a partire dalla metà circa dell'XI secolo le comunità carmate in Iraq, Iran e Transoxiana siano state sopraffatte dal proselitismo dei loro cugini-rivali fatimidi o che si siano semplicemente disgregate. L'ultima menzione che in quell'epoca si fece di loro è quella del viaggiatore ismalilita persiano Abu Mo’in Hamid ad-Din Nasir ibn Khusraw al-Qubadiani, che li visitò nel 1050, mentre Ibn Battuta visitò Qatif nel 1331, trovando la cittadina ripopolata da tribù arabe che li ricordavano un po' schematicamente come "estremisti sciiti" (rafidiyya).